# 夜歌
夜歌，夜歌子（当地拟音：yà go zi），又称丧歌子，是一种丧歌，是中国湖南不少地区办丧事的一道程序。
夜歌，故名思义，就是晚上唱的丧歌。现在一般在出殡前一晚，做完道场后开始唱一直到天亮。有俗语“做三天的道场，不如唱一夜的丧歌”。人死后一般要在家中停灵数日，在守灵的时候请歌手来唱夜歌，并以鼓声伴和，曲调比较简单。一般是按照长期积累下来的模式，也有根据死者的生平即时创作。所唱的内容丰富，有唱描述阴间状况（如《游地府》），有表达孝道（如《二十四孝歌》），有叙述妇女生儿育女的辛苦（如《投胎记》），也有表达离情别意。还有描写地方风物的，介绍动、植物知识的等等。